# Саут-Хэмс
Саут-Хэмс (англ. South Hams) — неметрополитенский район (англ. non-metropolitan district) на южном побережье графства Девон, Англия. Районный центр находится в Тотнесе. Другие города: Дартмут, Кингсбридж, Айвибридж и Солком. Крупнейшим городом, с населением 16 056 человек, является Айвибридж.
На севере находится часть Дартмурского национально парка, на востоке граничит с Торбеем, а на западе с Плимутом. Береговая линия Саут-Хэмса, включая мысы Старт-Пойнт и Болт-Хед, одна из самых чистых на южном побережье. Вся береговая линия, вместе с нижним Эйвоном и долиной Дарта, формирует бо́льшую часть Южнодевонской области исключительной природной красоты.
Саут-Хэмс, вместе с пляжем Бродсэндс в близлежащем Пейнтоне (Торбей) — последнее прибежище для огородной овсянки на о. Великобритания.

## История
Саут-Хэмс изначально был частью бриттского королевства Думнония. Предположительно в X веке во время правления Этельстана границы Думнонии отступили к реке Теймар, ныне разделяющей графства Корнуолл и Девон. Послеримские поселения на прибережных мысных городищах, таких как остров Бург, следовали установившейся практике торговли, в частности оловом, которая существовала по всем западным, так называемым Кельтским, регионам на атлантическом побережье. В поздний англосаксонский период район был феодальным владением состоящим из всех земель, заключённых между реками Плим, Дарт, югом Дартмура и Английским каналом. Существуют сведения, указывающие на то, что корнский язык был очень распространён в данной местности вплоть до позднего средневековья.
В 1917 году деревня Холлсендс была заброшена из-за сильного затопления, вследствие разбора и вывоза галечного вала, защищающего берег, для постройки Девонпортской военно-морской базы.
В 1944 г. несколько деревень было эвакуировано для проведения в этой местности секретных военных учений для подготовки к высадке в Нормандии. Выбор был сделан на основе схожести местных пляжей с пляжами Нормандии. Учения были прерваны, и секретность всей операции оказалась под угрозой из-за сокрушительного нападения немецких торпедных катеров на конвой с войсками во время учений "Тигр".
В 1967 году пригородные городские поселения Плимптон и Плимсток были поглощены Плимутом.
Настоящий район был сформирован 1 апреля 1974 года законом о местном управлении 1972 года слиянием:
- боро Дартмута
- боро Тотнеса
- сельского округа Кингсбридж
- городского округа Кингсбридж
- сельского округа Плимптон Сент-Мэри
- городского округа Солкомб
- сельского округа Тотнес

## Население
- белые: 98,4% (81 784)
- белые британцы: 95,8% (79 681)
- ирландцы[англ.]: 0,4% (371)
- цыгане или ирландские путешественники: 0,1% (45)
- другие белые[англ.]: 2,0% (1 687)
- смешанные и полиэтнические группы[англ.]: 0,8% (653)
- вест-индские европейцы[англ.] и негры[англ.]: 0,2% (161)
- евроафриканцы и афроевропейцы: 0,1% (75)
- белые и азиаты: 0,3% (264)
- другие смешанные[англ.]: 0,2% (153)
- азиаты/британские азиаты[англ.]: 0,6% (458)
- индийцы: 0.1% (115)
- пакистанцы: 0.0% (12)
- бангладешцы[англ.]: 0.1% (64)
- китайцы: 0.1% (102)
- другие азиаты[англ.]: 0.2% (165)
- негры/африканцы/карибцы/афробританцы[англ.]: 0.1% (121)
- африканцы: 0.1% (73)
- карибцы: 0.0% (36)
- другие негры[англ.]: 0.0% (12)
- другие группы[англ.]: 0.1% (124)
- арабы[англ.]: 0.1% (70)
- все остальные[англ.]: 0.1% (54)